# Baidian, Henan
Baidian (kinesiska: 白店, 白店乡) är en socken i Kina. Den ligger i provinsen Henan, i den centrala delen av landet, omkring 330 kilometer sydost om provinshuvudstaden Zhengzhou. Antalet invånare är 29 386. Befolkningen består av 14 722 kvinnor och 14 664 män. Barn under 15 år utgör 24,0 %, vuxna 15-64 år 65 %, och äldre över 65 år 9,0 %.
Genomsnittlig årsnederbörd är 1 211 millimeter. Den regnigaste månaden är augusti, med i genomsnitt 208 mm nederbörd, och den torraste är januari, med 21 mm nederbörd.